# Laphria orientalis
Laphria orientalis är en tvåvingeart som beskrevs av Joseph och Parui 1981. Laphria orientalis ingår i släktet Laphria och familjen rovflugor. Inga underarter finns listade i Catalogue of Life.